# Tsjechië op de Olympische Zomerspelen 2016
Tsjechië nam deel aan de Olympische Zomerspelen 2016 in Rio de Janeiro, Brazilië. Het land had een selectie bestaande uit meer dan honderd sporters, actief in twintig olympische sportdisciplines. Judoka Lukáš Krpálek droeg de Tsjechische vlag bij de openingsceremonie; hij won het enige goud van Tsjechië in 2016, door in de gewichtsklasse tot 100 kilogram de Azerbeidzjaan Gasimov te verslaan. Josef Dostál, drager van de nationale vlag bij de sluitingsceremonie, was winnaar van een van de overige tien olympische medailles van de Tsjechische ploeg: bij de K-1 1000 meter sprint won hij het zilver. Dostál was ook succesvol met de K-4 op de 1000 meter, waarbij Tsjechië het brons won.

## Medailleoverzicht
| Sport       | Olympiër                                          | Onderdeel           | Medaille |
| ----------- | ------------------------------------------------- | ------------------- | -------- |
| Judo        | Lukáš Krpálek                                     | halfzwaar (–100 kg) | Goud     |
| Kanovaren   | Josef Dostál                                      | K-1 1000 m (m)      | Zilver   |
| Wielersport | Jaroslav Kulhavý                                  | mountainbike (m)    | Zilver   |
| Atletiek    | Barbora Špotáková                                 | speerwerpen         | Brons    |
| Kanovaren   | Jiří Prskavec                                     | K-1 slalom (m)      | Brons    |
| Kanovaren   | Josef Dostál Daniel Havel Jan Štěrba Lukáš Trefil | K-4 1000 m (m)      | Brons    |
| Roeien      | Ondřej Synek                                      | skiff               | Brons    |
| Tennis      | Petra Kvitová                                     | enkelspel (v)       | Brons    |
| Tennis      | Lucie Šafářová Barbora Strýcová                   | dubbelspel (v)      | Brons    |
| Tennis      | Lucie Hradecká Radek Štěpánek                     | dubbelspel (g)      | Brons    |

## Deelnemers en resultaten
(m) = mannen, (v) = vrouwen 

### Atletiek
| Olympiër              | Onderdeel                | Resultaat    | Prestatie |
| --------------------- | ------------------------ | ------------ | --- |
| Pavel Maslák          | 400 m (m)                | halve finale | series: 45.54 (5e) halve finale: 45.06 (3e) |
| Jakub Holuša          | 1500 m (m)               | halve finale | series: 3:38.31 (1e) halve finale: 3:40.83 (9e) |
| Petr Svoboda          | 110 m horden             | halve finale | series: 13.65 (6e) halve finale: 13.67 (8e) |
| Lukáš Gdula           | 50 km snelwandelen       | DSQ          | DSQ |
| Radek Juška           | verspringen (m)          | 13e          | kwalificaties: 7,84 m (13e) |
| Jaroslav Bába         | hoogspringen (m)         | 14e          | kwalificaties: 2,26 m (12e) finale: 2,20 m (14e) |
| Michal Balner         | polsstokhoogspringen (m) | 7e           | kwalificaties: 5,60 m (10e) finale: 5,50 m (7e) |
| Jan Kudlička          | polsstokhoogspringen (m) | 4e           | kwalificaties: 5,70 m (7e) finale: 5,75 m (4e) |
| Petr Frydrych         | speerwerpen (m)          | 12e          | kwalificaties: 83,60 m (5e) finale: 79,12 m (12e) |
| Jakub Vadlejch        | speerwerpen (m)          | 8e           | kwalificaties: 83,27 m (7e) finale: 82,42 m (8e) |
| Vítězslav Veselý      | speerwerpen (m)          | 7e           | kwalificaties: 82,85 m (10e) finale: 82,51 m (7e) |
| Tomáš Staněk          | kogelstoten (m)          | 20e          | kwalificaties: 19,76 m (20e) |
| Adam Helcelet         | tienkamp                 | 12e          | 100 m: 11.06 (847 punten) verspringen: 7,35 m (898 punten) kogelstoten: 15,11 m (796 punten) hoogspringen: 2,04 m (840 punten) 400 m: 49.51 (837 punten) 110 m horden: 14.37 (927 punten) discuswerpen: 44.13 (749 punten) polsstokhoogspringen: 4,70 m (819 punten) speerwerpen: 68,20 m (862 punten) 1500 m: 4:34.41 (716 punten) totaal: 8291 punten (12e) |
| Jiří Sýkora           | tienkamp                 | 25e          | 100 m: 11.15 (827 punten) verspringen: 7,00 m (814 punten) kogelstoten: 13,45 m (695 punten) hoogspringen: 1,98 m (785 punten) 400 m: 49,88 m (820 punten) 110 m horden: 15.02 (847 punten) discuswerpen: 44,49 m (756 punten) polsstokhoogspringen: NM (0 punten) speerwerpen: 56,99 m (693 punten) 1500 m: DNF (0 punten) totaal: 6237 punten (25e)         |
|                       |                          |              | |
| Zuzana Hejnová        | 400 m horden (v)         | 4e           | series: 55.54 (2e) halve finale: 54.55 (1e) finale: 53.92 (4e) |
| Denisa Rosolová       | 400 m horden (v)         | halve finale | series: 56.36 (4e) halve finale: 57.39 (8e) |
| Anežka Drahotová      | 20 km snelwandelen (v)   | 10e          | 1:30:43 (10e) |
| Eva Vrabcová-Nývltová | marathon (v)             | 26e          | 2:33:51 (26e) |
| Michaela Hrubá        | hoogspringen (v)         | 18e          | kwalificaties: 1,92 m (18e) |
| Romana Maláčová       | polsstokhoogspringen (v) | 24e          | kwalificaties: 4,30 m (24e) |
| Jiřina Svobodová      | polsstokhoogspringen (v) | 19e          | kwalificaties: 4,45 m (19e) |
| Barbora Špotáková     | speerwerpen (v)          | Brons        | kwalificaties: 64,65 m (2e) finale: 64,80 m (3e) |
| Kateřina Šafránková   | kogelslingeren (v)       | 17e          | kwalificaties: 68,33 m (17e) |
| Kateřina Cachová      | zevenkamp                | 24e          | 100 m horden: 13.19 (1096 punten) hoogspringen: 1,77 m (941 punten) kogelstoten: 12,38 m (686 punten) 200 m: 24.32 (950 punten) verspringen: 5,91 m (822 punten) speerwerpen: 37,77 m (625 punten) 800 m: 2:18.95 (838 punten) totaal: 5958 punten (24e) |
| Eliška Klučinová      | zevenkamp                | 22e          | 100 m horden: 14.07 (968 punten) hoogspringen: 1,80 m (978 punten) kogelstoten: 14,41 m (821 punten) 200 m: 25.37 (853 punten) verspringen: 6,08 m (874 punten) speerwerpen: 46,73 m (797 punten) 800 m: 2:22.81 (786 punten) totaal: 6077 punten (22e) |

### Badminton
| Olympiër          | Onderdeel     | Resultaat  | Prestatie                                                                                           |
| ----------------- | ------------- | ---------- | --------------------------------------------------------------------------------------------------- |
| Petr Koukal       | enkelspel (m) | groepsfase | groepsfase verloor van Rajiv Ouseph (14–21, 18–21) verloor van Sho Sasaki (10–21, 21–16, 12–21)     |
|                   |               |            | |
| Kristína Gavnholt | enkelspel (v) | groepsfase | groepsfase verloor van Akane Yamaguchi (22–20, 12–21, 15–21) verloor van Tee Jing Yi (20–22, 15–21) |

### Gewichtheffen
| Olympiër   | Onderdeel   | Resultaat | Prestatie                                                     |
| ---------- | ----------- | --------- | ------------------------------------------------------------- |
| Jiří Orság | +105 kg (m) | 8e        | trekken: 185 kg (14e) stoten: 240 kg (6e) totaal: 425 kg (8e) |

### Golf
| Olympiër       | Onderdeel | Resultaat | Prestatie                    |
| -------------- | --------- | --------- | ---------------------------- |
| Klára Spilková | vrouwen   | 48e       | totaal: 295 punten (par +11) |

### Gymnastiek
| Olympiër     | Onderdeel                | Resultaat | Prestatie |
| ------------ | ------------------------ | --------- | --- |
| David Jessen | meerkamp individueel (m) | 47e       | kwalificaties vloer: 12,233 punten paard voltige: 12,166 punten ringen: 13,336 punten sprong: 14,500 punten brug: 13,100 punten rekstok: 14,316 punten totaal: 79,681 punten (47e) |

### Judo
| Olympiër         | Onderdeel   | Resultaat    | Prestatie |
| ---------------- | ----------- | ------------ | --- |
| Pavel Petřikov   | –60 kg (m)  | derde ronde  | tweede ronde won van Gavin Mogopa: ippon derde ronde verloor van Naohisa Takato: ippon |
| Jaromír Ježek    | –73 kg (m)  | eerste ronde | eerste ronde verloor van Magdiel Estrada: waza-ari |
| Lukáš Krpálek VO | –100 kg (m) | Goud         | tweede ronde won van Jorge Fonseca: waza-ari derde ronde won van Maxim Rakov: shido kwartfinale won van Ryunosuke Haga: shido halve finale won van Cyrille Maret: ippon finale won van Elmar Gasimov: ippon |

### Kanovaren
| Olympiër                                          | Onderdeel      | Resultaat | Prestatie                                                                |
| ------------------------------------------------- | -------------- | --------- | ------------------------------------------------------------------------ |
| Vítězslav Gebas                                   | C-1 (m)        | 4e        | series: 102.78 (14e) halve finale: 98.77 (5e) finale: 97.57 (4e)         |
| Jonáš Kašpar Marek Šindler                        | C-2 (m)        | 8e        | series: 103.43 (4e) halve finale: 108.09 (2e) finale: 108.35 (8e)        |
| Jiří Prskavec                                     | K-1 (m)        | Brons     | series: 88.71 (7e) halve finale: 90.62 (2e) finale: 88.99 (3e)           |
| Josef Dostál VS                                   | K-1 1000 m (m) | Zilver    | series: 3:35.342 (1e) halve finale: 3:36.384 (4e) finale: 3:32.145 (2e)  |
| Martin Fuksa                                      | C-1 200 m (m)  | 5e        | series: 4:01.492 (2e) halve finale: 4:01.793 (1e) finale: 4:03.322 (5e)  |
| Martin Fuksa                                      | C-1 1000 m (m) | 9e        | series: 40.311 (3e) halve finale: 40.311 (4e) B-finale: 39.760 (9e)      |
| Filip Šváb                                        | K-1 200 m (m)  | series    | series: 35.567 (7e)                                                      |
| Filip Dvořák Jaroslav Radoň                       | C-2 1000 m (m) | 7e        | series: 3:36.818 (4e) halve finale: 3:42.166 (2e) finale: 3:49.352 (7e)  |
| Daniel Havel Jan Štěrba                           | K-2 1000 m (m) | 12e       | series: 3:53.907 (6e) halve finale: 3:21.569 (4e) finale: 3:25.966 (12e) |
| Josef Dostál Daniel Havel Jan Štěrba Lukáš Trefil | K-4 1000 m (m) | Brons     | series: 2:52.027 (1e) finale: 3:05.176 (3e)                              |
|                                                   |                |           |                                                                          |
| Kateřina Kudějová                                 | K-1 (v)        | 10e       | series: 102.06 (5e) halve finale: 103.78 (4e) finale: 108.76 (10e)       |

### Moderne vijfkamp
| Olympiër         | Onderdeel | Resultaat | Prestatie |
| ---------------- | --------- | --------- | --- |
| Jan Kuf          | mannen    | 36e       | zwemmen: 2:05.84 (26e, 323 punten) schermen: 19 W, 16 V (15e, 215 punten) paardrijden: EL (33e, 0 punten) gecombineerd: 12:15.62 (34e, 565 punten) totaal: 1103 punten (36e)               |
| David Svoboda    | mannen    | 9e        | zwemmen: 2:05.59 (23e, 324 punten) schermen: 21 W, 14 V (7e, 226 punten) paardrijden: 18 strafpunten (19e, 282 punten) gecombineerd: 11:20.92 (10e, 620 punten) totaal: 1452 punten (9e)   |
|                  |           |           | |
| Barbora Kodedová | vrouwen   | 26e       | zwemmen: 2:24.70 (34e, 266 punten) schermen: 20 W, 15 V (10e, 220 punten) paardrijden: 51 strafpunten (28e, 249 punten) gecombineerd: 13:25.36 (29e, 495 punten) totaal: 1230 punten (26e) |

### Roeien
| Olympiër                                                     | Onderdeel              | Resultaat | Prestatie                                                                                        |
| ------------------------------------------------------------ | ---------------------- | --------- | ------------------------------------------------------------------------------------------------ |
| Ondřej Synek                                                 | skiff (m)              | Brons     | series: 7:21.90 (1e) kwartfinale: 6:50.51 (2e) halve finale: 6:58.56 (1e) finale: 6:44.10 (3e)   |
| Lukaš Helešic Jakub Podrazil                                 | twee-zonder (m)        | 7e        | series: 6:42.71 (3e) halve finale: 6:32.85 (6e) finale: 7:00.04 (7e)                             |
| Jiří Kopáč Jan Vetešník Ondřej Vetešník Miroslav Vraštil Jr. | lichte vier-zonder (m) | 12e       | series: 6:39.95 (5e) herkansing: 6:04.30 (3e) halve finale: 6:33.43 (6e) B-finale: 6:43.52 (12e) |
|                                                              |                        |           |                                                                                                  |
| Miroslava Knapková                                           | skiff (v)              | 7e        | series: 8:28.90 (2e) kwartfinale: 7:37.04 (2e) halve finale: 7:47.53 (4e) B-finale: 7:22.86 (7e) |
| Lenka Antošová Kristýna Fleissnerová                         | dubbel-twee (v)        | 10e       | series: 7:35.85 (4e) herkansing: 7:03.68 (3e) halve finale: 7:03.79 (6e) B-finale: 7:43.77 (10e) |

### Schermen
| Olympiër              | Onderdeel  | Resultaat    | Prestatie                                              |
| --------------------- | ---------- | ------------ | ------------------------------------------------------ |
| Jiří Beran            | degen (m)  | eerste ronde | eerste ronde verloor van Athos Schwantes (6–8)         |
| Alexander Choupenitch | floret (m) | tweede ronde | tweede ronde verloor van Alaaeldin Abouelkassem (8–15) |

### Schietsport
| Olympiër         | Onderdeel               | Resultaat | Prestatie                                                                         |
| ---------------- | ----------------------- | --------- | --------------------------------------------------------------------------------- |
| Filip Nepejchal  | 10 m luchtgeweer (m)    | 35e       | kwalificaties: 619,9 punten (35e)                                                 |
| Filip Nepejchal  | 50 m drie houdingen (m) | 21e       | kwalificaties: 1169 punten (21e)                                                  |
| Filip Nepejchal  | 50 m liggend            | 33e       | kwalificaties: 620,5 punten (33e)                                                 |
| David Kostelecký | trap (m)                | 4e        | kwalificaties: 118 punten (5e) halve finale: 13 punten (3e) finale: 9 punten (4e) |
|                  |                         |           |                                                                                   |
| Adéla Bruns      | 10 m luchtgeweer (v)    | 32e       | kwalificatie: 411,8 punten (32e)                                                  |
| Adéla Bruns      | 50 m drie houdingen (v) | 7e        | kwalificaties: 582 punten (8e) finale: 404,3 punten (7e)                          |
| Nikola Mazurová  | 10 m luchtgeweer (v)    | 18e       | kwalificatie: 414,4 punten (18e)                                                  |
| Nikola Mazurová  | 50 m drie houdingen (v) | 25e       | kwalificaties: 575 punten (25e)                                                   |
| Libuše Jahodová  | skeet (v)               | 20e       | kwalificaties: 58 punten (20e)                                                    |

### Synchroonzwemmen
| Olympiër                        | Onderdeel | Resultaat | Prestatie |
| ------------------------------- | --------- | --------- | --- |
| Soňa Bernardová Alžběta Dufková | duet      | 18e       | kwalificaties technische routine: 80,0640 punten (18e) vrije routine: 80,5333 punten (18e) totaal: 160,5973 punten (18e) |

### Tafeltennis
| Olympiër          | Onderdeel     | Resultaat    | Prestatie                                                                            |
| ----------------- | ------------- | ------------ | ------------------------------------------------------------------------------------ |
| Lubomír Jančařík  | enkelspel (m) | eerste ronde | eerste ronde verloor van Zokhid Kenjaev (2–4)                                        |
| Dmytro Prokoptsov | enkelspel (m) | eerste ronde | eerste ronde verloor van Segun Toriola (2–4)                                         |
|                   |               |              |                                                                                      |
| Hana Matelová     | enkelspel (v) | eerste ronde | eerste ronde verloor van Mo Zhang (3–4)                                              |
| Iveta Vacenovská  | enkelspel (v) | tweede ronde | eerste ronde won van Lady Ruano (4–0) tweede ronde verloor van Tetjana Bilenko (0–4) |

### Tennis
| Olympiër                         | Onderdeel      | Resultaat    | Prestatie |
| -------------------------------- | -------------- | ------------ | --- |
| Lukáš Rosol                      | enkelspel (m)  | eerste ronde | eerste ronde verloor van Benoît Paire (6–3, 3–6, 4–6) |
| Lukáš Rosol Radek Štěpánek       | dubbelspel (m) | eerste ronde | eerste ronde verloor van Ferrer – Bautista Agut (1–6, 4–6) |
|                                  |                |              | |
| Petra Kvitová                    | enkelspel (v)  | Brons        | eerste ronde won van Tímea Babos (6–1, 6–2) tweede ronde won van Caroline Wozniacki (6–2, 6–4) derde ronde won van Jekaterina Makarova (4–6, 6–4, 6–4) kwartfinale won van Elina Svitolina (6–2, 6–0) halve finale verloor van Mónica Puig (4–6, 6–1, 3–6) bronzen finale won van Madison Keys (7–5, 2–6, 6–2) |
| Lucie Šafářová                   | enkelspel (v)  | tweede ronde | eerste ronde won van Karin Knapp (4–6, 6–1, 6–1) tweede ronde verloor van Kirsten Flipkens (2–6, ret.) |
| Barbora Strýcová                 | enkelspel (v)  | tweede ronde | eerste ronde won van Yanina Wickmayer (7–66, 6–1) tweede ronde verloor van Sara Errani (2–6, 2–6) |
| Andrea Hlaváčková Lucie Hradecká | dubbelspel (v) | halve finale | eerste ronde wonnen van Svitolina – Savtsjoek (7–61, 1–6, 6–4) tweede ronde wonnen van Peng – Zhang (6–4, 6–4) kwartfinale wonnen van Kasatkina – Koeznetsova (6–4, 4–6, 7–5) halve finale verloren van Bacsinszky – Hingis (7–5, 63–7, 2–6) bronzen finale verloor van Šafářová – Strýcová (5–7, 1–6)         |
| Barbora Strýcová Lucie Šafářová  | dubbelspel (v) | Brons        | eerste ronde wonnen van S Williams – V Williams (6–3, 6–4) tweede ronde wonnen van Bouchard – Dabrowski (64–7, 6–2, 6–4) kwartfinale wonnen van Errani – Roberta Vinci (4–6, 6–4, 6–4) halve finale verloren van Makarova – Vesnina (67–7, 4–6) bronzen finale wonnen van Hlaváčková – Hradecká (7–5, 6–1)     |
|                                  |                |              | |
| Lucie Hradecká Radek Štěpánek    | dubbelspel (g) | Brons        | eerste ronde wonnen van Muguruza – Nadal (w/o) kwartfinale wonnen van Begu – Tecău (6–4, 7–5) halve finale verloren van Mattek-Sands – Sock (4–6, 63–7) bronzen finale wonnen van Mirza – Bopanna (6–1, 7–5)                                                                                                   |

### Triatlon
| Olympiër         | Onderdeel | Resultaat | Prestatie                                                                 |
| ---------------- | --------- | --------- | ------------------------------------------------------------------------- |
| Vendula Frintová | vrouwen   | 27e       | zwemmen: 19:21 wielrennen: 1:04:27 hardlopen: 36:29 totaal: 2:01:49 (27e) |

### Volleybal
| Olympiër                           | Onderdeel | Resultaat  | Prestatie |
| ---------------------------------- | --------- | ---------- | --- |
| Barbora Hermannová Markéta Sluková | beach (v) | groepsfase | groepsfase verloren van Bednarczuk – Seixas (21–19, 17–21, 11–15) verloren van Baquerizo – Fernández (15–21, 19–21) wonnen van Gallay – Klug (13–21, 21–19, 15–8) herkansing verloren van Birlova – Oekolova (19–21, 21–12, 10–15) |

### Wielersport
| Olympiër         | Onderdeel        | Resultaat    | Prestatie |
| ---------------- | ---------------- | ------------ | --- |
| Jan Bárta        | weg (m)          | DNF          | DNF |
| Jan Bárta        | tijdrit (m)      | 15           | 1:15:56.91 (15e) |
| Petr Vakoč       | weg (m)          | 58e          | 6:30:05 (58e) |
| Leopold König    | weg (m)          | DNF          | DNF |
| Leopold König    | tijdrit (m)      | 11e          | 1:15:23.64 (11e) |
| Zdeněk Štybar    | weg (m)          | DNF          | DNF |
| Pavel Kelemen    | sprint (m)       | eerste ronde | kwalificatieronde: 9.969 (14e) eerste ronde verloor van Grégory Baugé (+0.050) herkansing verloor van Patrick Constable (+0.378) |
| Pavel Kelemen    | keirin (m)       | eerste ronde | eerste ronde verloor van Damian Zieliński (+0.214, 6e) herkansing verloor van Azizulhasni Awang (+0.180, 4e)                     |
| Ondřej Cink      | mountainbike (m) | 14e          | 1:38:18 (14e) |
| Jaroslav Kulhavý | mountainbike (m) | Zilver       | 1:34:18 (2e) |
| Jan Škarnitzl    | mountainbike (m) | 22e          | 1:41:11 (22e) |
|                  |                  |              | |
| Kateřina Nash    | mountainbike (v) | 5e           | 1:32:25 (5e) |

### Worstelen
| Olympiër          | Onderdeel  | Resultaat    | Prestatie                                      |
| ----------------- | ---------- | ------------ | ---------------------------------------------- |
| Adéla Hanzlíčková | –63 kg (v) | eerste ronde | eerste ronde verloor van Henna Johansson (0–4) |

### Zeilen
| Olympiër          | Onderdeel        | Resultaat | Prestatie                |
| ----------------- | ---------------- | --------- | ------------------------ |
| Karel Lavický     | RS:X (m)         | 31e       | totaal: 324 punten (31e) |
| Viktor Teplý      | Laser (m)        | 28e       | totaal: 222 punten (28e) |
|                   |                  |           |                          |
| Veronika Fenclová | Laser Radial (v) | 12e       | totaal: 113 punten (12e) |

### Zwemmen
| Olympiër                                                             | Onderdeel              | Resultaat | Prestatie              |
| -------------------------------------------------------------------- | ---------------------- | --------- | ---------------------- |
| Jan Micka                                                            | 400 m vrije slag (m)   | 29e       | series: 3:49.97 (29e)  |
| Jan Micka                                                            | 1500 m vrije slag (m)  | 12e       | series: 14:58.69 (12e) |
| Pavel Janeček                                                        | 400 m wisselslag (m)   | 24e       | series: 4:22.09 (24e)  |
|                                                                      |                        |           |                        |
| Barbora Seemanová                                                    | 200 m vrije slag (v)   | 31e       | series: 2:00.26 (31e)  |
| Simona Baumrtová                                                     | 100 m rugslag (m)      | 17e       | series: 1:01.08 (17e)  |
| Simona Baumrtová                                                     | 200 m rugslag (m)      | 23e       | series: 2:13.26 (23e)  |
| Simona Baumrtová                                                     | 200 m wisselslag (v)   | 36e       | series: 2:17.21 (36e)  |
| Martina Moravčíková                                                  | 100 m schoolslag (v)   | 26e       | series: 1:08.50 (26e)  |
| Martina Moravčíková                                                  | 200 m schoolslag (v)   | 18e       | series: 2:27.51 (18e)  |
| Lucie Svěcená                                                        | 100 m vlinderslag (v)  | 27e       | series: 59.45 (27e)    |
| Barbora Závadová                                                     | 200 m wisselslag (v)   | 21e       | series: 2:14.45 (21e)  |
| Barbora Závadová                                                     | 400 m wisselslag (v)   | 14e       | series: 4:38.53 (14e)  |
| Simona Baumrtová Martina Moravčíková Barbora Seemanová Lucie Svěcená | 4x100 m wisselslag (v) | DSQ       | series: DSQ            |
| Jana Pechanová                                                       | 10 km open water (v)   | 19e       | 1:59:07.7 (19e)        |

Afghanistan · Albanië · Algerije · Amerikaanse Maagdeneilanden · Amerikaans-Samoa · Andorra · Angola · Antigua en Barbuda · Argentinië · Armenië · Aruba · Australië · Azerbeidzjan · Bahama's · Bahrein · Bangladesh · Barbados · België · Belize · Benin · Bermuda · Bhutan · Bolivia · Bosnië en Herzegovina · Botswana · Brazilië · Britse Maagdeneilanden · Brunei · Bulgarije · Burkina Faso · Burundi · Cambodja · Canada · Centraal-Afrikaanse Republiek · Chili · China · Chinees Taipei · Colombia · Comoren · Congo-Brazzaville · Congo-Kinshasa · Cookeilanden · Costa Rica · Cuba · Cyprus · Denemarken · Djibouti · Dominica · Dominicaanse Republiek · Duitsland · Ecuador · Egypte · El Salvador · Equatoriaal-Guinea · Eritrea · Estland · Ethiopië · Fiji · Filipijnen · Finland · Frankrijk · Gabon · Gambia · Georgië · Ghana · Grenada · Griekenland · Groot-Brittannië · Guam · Guatemala · Guinee · Guinee‑Bissau · Guyana · Haïti · Honduras · Hongarije · Hongkong · Ierland · IJsland · India · Indonesië · Irak · Iran · Israël · Italië · Ivoorkust · Jamaica · Japan · Jemen · Jordanië · Kaaimaneilanden · Kaapverdië · Kameroen · Kazachstan · Kenia · Kirgizië · Kiribati · Kosovo · Kroatië · Laos · Lesotho · Letland · Libanon · Liberia · Libië · Liechtenstein · Litouwen · Luxemburg · Macedonië · Madagaskar · Malawi · Malediven · Maleisië · Mali · Malta · Marshalleilanden · Marokko · Mauritanië · Mauritius · Mexico · Micronesië · Moldavië · Monaco · Mongolië · Montenegro · Mozambique · Myanmar · Namibië · Nauru · Nederland · Nepal · Nicaragua · Nieuw-Zeeland · Niger · Nigeria · Noord-Korea · Noorwegen · Oeganda · Oekraïne · Oezbekistan · Oman · Oostenrijk · Oost-Timor · Pakistan · Palau · Palestina · Panama · Papoea-Nieuw-Guinea · Paraguay · Peru · Polen · Portugal · Puerto Rico · Qatar · Roemenië · Rusland · Rwanda · Saint Kitts en Nevis · Saint Lucia · Saint Vincent en Grenadines · Salomonseilanden · Samoa · San Marino · Sao Tomé en Principe · Saoedi-Arabië · Senegal · Servië · Seychellen · Sierra Leone · Singapore · Slovenië · Slowakije · Soedan · Somalië · Spanje · Sri Lanka · Suriname · Swaziland · Syrië · Tadzjikistan · Tanzania · Thailand · Togo · Tonga · Trinidad en Tobago · Tsjaad · Tsjechië · Tunesië · Turkije · Turkmenistan · Tuvalu · Uruguay · Vanuatu · Venezuela · Verenigde Arabische Emiraten · Verenigde Staten · Vietnam · Wit-Rusland · Zambia · Zimbabwe · Zuid-Afrika · Zuid-Korea · Zuid-Soedan · Zweden · Zwitserland
Individuele Olympische Atleten · Olympisch vluchtelingenteam